# Lago Posadas
Lago Posadas är en sjö i Argentina.   Den ligger i provinsen Santa Cruz, i den södra delen av landet, 1 800 km sydväst om huvudstaden Buenos Aires. Lago Posadas ligger 152 meter över havet. Arean är 45 kvadratkilometer. Den sträcker sig 9,6 kilometer i nord-sydlig riktning, och 7,8 kilometer i öst-västlig riktning.
Trakten runt Lago Posadas består i huvudsak av gräsmarker. Trakten runt Lago Posadas är nära nog obefolkad, med mindre än två invånare per kvadratkilometer.